# Ifanes e Paradela
Ifanes e Paradela (llamada oficialmente União das Freguesias de Ifanes e Paradela) es una freguesia portuguesa del municipio de Miranda de Duero, distrito de Braganza.

## Historia
Fue creada el 28 de enero de 2013 en aplicación de una resolución de la Asamblea de la República de Portugal promulgada el 16 de enero de 2013 con la unión de las freguesias de Ifanes y Paradela, pasando su sede a estar situada en la antigua freguesia de Ifanes.

## Demografía
| Gráfica de evolución demográfica de Ifanes e Paradela entre 2011 y 2021 |
|                                                                         |
| Datos según el nomenclátor publicado por el INE portugués.              |